# 二叶玲蛛
二叶玲蛛（学名：Parameioneta bilobata）为皿蛛科玲蛛属的动物。在中国大陆，分布于湖北、湖南、贵州、福建等地，常生活于地表。该物种的模式产地在湖北、湖南、贵州。